# Восстание Перси
Восстание Перси (англ. Percy Rebellion) — одно из восстаний в Англии начала XV века против короля Генриха IV. В его главе стояли представители северо-английского рода рода Перси: Генри Перси, 1-й граф Нортумберленд, его брат, Томас Перси, граф Вустер, и сын Генри «Хотспур» (Горячая Шпора). Причиной восстания стали возросшие амбиции рода, стремившегося доминировать в Северной Англии. Кроме того, Генри Хотспур был женат на дочери Эдмунда Мортимера, 3-го графа Марча, имевшего большие права на английский престол, чем Генрих, в результате чего у Перси возникло желание захватить английский трон.
Восстание началось летом 1403 года. В это время в Уэльсе полыхало другое восстание, поднятое валлийцем Оуайном Глиндуром. Генри Хотспур и граф Вустер, набрав людей в Чешире, враждебном королю, двинулись на соединение с армией Глиндура. Узнав об этом, Генрих IV вместе со своим наследником, Генрихом Монмутом, принцем Уэльским, двинулись навстречу. 21 июля состоялась битва при Шрусбери, в которой королевская армия разбила мятежников, а Генри Хотспур и граф Вустер погибли.
Граф Нортумберленд, выступивший с отрядом из Северной Англии, к восстанию присоединиться не успел: узнав о разгроме армии сына, он повернул обратно. Хотя он и лишился ряда должностей, но сохранил владения и титул. Но в 1405 году он с несколькими представителями северо-английской знати поднял новое восстание, после разгрома которого бежал в Шотландию. Его владения и титулы были конфискованы. В 1408 году он попытался вторгнуться в Англию, но погиб 19 февраля в битве при Браммем-Муре. Позже его внуку, Генри, были возвращены некоторые владения рода, а в 1416 году был восстановлен титул графа Нортумберленда, но влияние Перси в Северной Англии значительно уменьшилось, первенство перешло к другому северо-английскому роду — Невиллам.